# Jacques-Julien-Émile Patria
Jacques-Julien-Émile Patria (* 14. September 1915 in Fontaine-Chaalis; † 11. August 2001) war römisch-katholischer Bischof von Périgueux.

## Leben
Jacques-Julien-Émile Patria empfing am 8. Oktober 1939 die Priesterweihe.
Johannes XXIII. ernannte ihn am 30. April 1962 zum Weihbischof in Beauvais und Titularbischof von Uthina. Der Bischof von Beauvais Pierre-Marie Lacointe weihte ihn am 19. Juni desselben Jahres zum Bischof; Mitkonsekratoren waren eben Jacques-Eugène-Louis Ménager, Bischof von Meaux, und Henri-Martin-Félix Jenny, Koadjutorerzbischof von Cambrai. 
Er nahm an allen Sitzungsperiode des Zweiten Vatikanischen Konzils teil. Am 15. September 1972 ernannte Papst Paul VI. ihn zum Bischof von Périgueux-Sarlat. Von seinem Amt trat er am 15. Oktober 1988 zurück.